# Lužní potok (národní přírodní památka)
Lužní potok (německy Zinnbach), je národní přírodní památka vyhlášená v roce 1990. Důvodem ochrany je ochrana lokality perlorodky říční.
Národní přírodní památka byla s účinností od 1. července 2020 zrušena a nahrazena národní přírodní památkou Bystřina – Lužní potok.

## Popis oblasti
Lužní potok pramení v mokřadech západně od obce Kamenná. Od obce Pastviny až po jeho soutok s Rokytnicí tvoří potok přirozenou hranici s Německem. Jeho povodí je částí povodí řeky Sály.
Velkou část chráněného území tvoří nivní údolí potoka. Mezi významné druhy rostlin, rostoucí v nivě a rašeliništích, patří mj. klikva bahenní, orchidej prstnatec májový, vachta trojlistá a zevar nejmenší. Ve vodě roste vzácná ruducha. V potoce žije kriticky ohrožený mlž perlorodka říční a také rak říční či mihule potoční.